# Didymochlamys
Didymochlamys é um género botânico pertencente à família Rubiaceae.